# 施托京
施托京（德語：Stocking）是奥地利施泰爾馬克州莱布尼茨县的一个市镇。总面积16.45平方公里，总人口1,455人，人口密度88人/平方公里（2016年）。